# Enter (plaats)
Enter (Nedersaksisch: Eanter) is een dorp aan de Regge in het westen van Twente, in de Nederlandse provincie Overijssel. Het dorp ligt in de gemeente Wierden, tussen Almelo, Goor, Bornerbroek en Rijssen en telt, inclusief buitengebied, 7.380 inwoners.
Behalve de Regge stromen ook de Elsgraven, de Twickelervaart en de Entergraven door het buitengebied van Enter.

## Geschiedenis

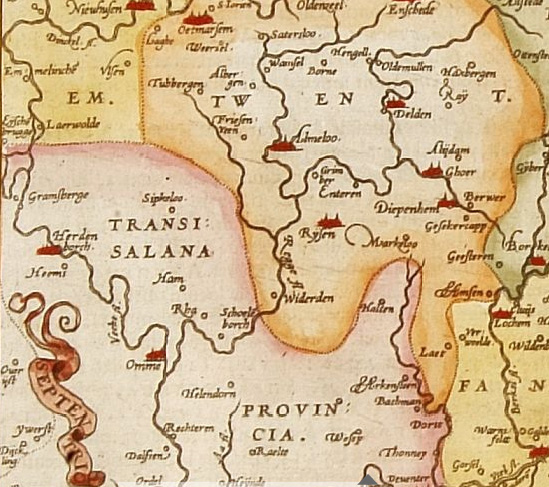
Enter (Enteren) gesitueerd tussen Delden, Goor, Diepenheim, Markelo, Rijssen en Almelo op een kaart van Abraham Ortelius uit 1570.
Het noorden ligt op deze kaart aan de linkerzijde.

### Vroege middeleeuwen
In en rondom het huidige dorp zijn sporen van bewoning uit de 6e, 8e en 9e eeuw aangetroffen. Het betreft kralen, ringen, naalden, broches en urnen. Uniek voor Nederland is de vondst van een trechtervormige urn uit de 8e eeuw met daarin verbrande beenderen, een tweetal bronzen broches en een dotje haar.
De beschreven geschiedenis van Enter gaat terug tot in de twaalfde eeuw, toen de naam Enter voor het eerst in de geschriften voorkwam. Het betreft ene Arnoldo van Ennethere, die in 1134 genoemd wordt als kloosterling bij de kanunniken in de Walburgiskerk te Zutphen. De naam 'Van Ennethere' zou afgeleid zijn van de historische aardrijkskundige naam van Enter: Ennethere. 'Ennet' zou komen van het Germaanse 'anud', wat 'eend' betekent. 'Here' zou afkomstig zijn van 'haru' (een zanderige heuvel in een moerassig gebied). De plaatsnaam Enter zou dus zoveel betekenen als 'Eendenheuvel'.

### Adel in Enter
In de middeleeuwen bestond er een adellijk geslacht Van Enthere. De laatst bekende telgen van dit geslacht waren Hermannus en Theodoricus van Enthere, genoemd in een akte uit 1308. De Van Entheres waren waarschijnlijk leenmannen van het kasteel van Almelo. Een leenregister van de bisschop van Utrecht uit 1382 rept over een mogelijke woonplaats: de boerderij het 'Hermannishuis'. Nadien verdwijnt het geslacht Van Enthere uit de geschriften. Het is echter zeer aannemelijk dat het deze heren waren die de oorspronkelijke H. Antonius Abt hebben gesticht. Een veel latere versie hiervan, uit 1927, is nog steeds in Enter te vinden.

### 17e, 18e en 19e eeuw

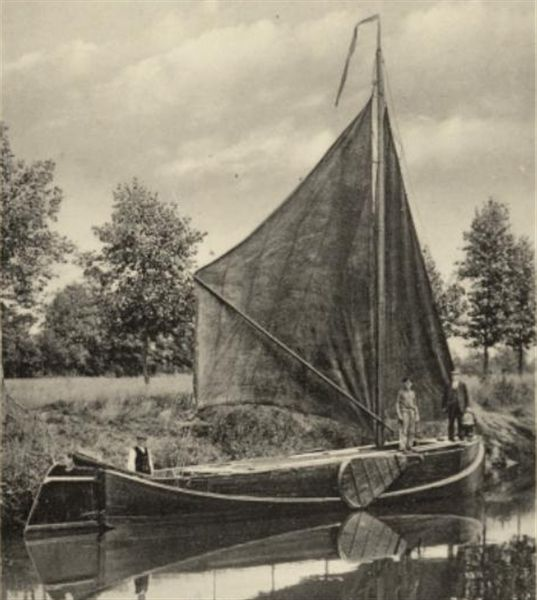
Prentbriefkaart uit 1920 waarop de laatste historische Enterse Zomp, met schippers, in bedrijf te zien is

In de 17e eeuw kende Enter nog twee adellijke families, wonende op het 'Catteler' aan de zuidkant van het dorp en 'de Berghorst' aan de noordzijde. Beide herenhuizen raakten in verval en werden in de 19e eeuw afgebroken.
In Enter werden vooral ganzen gedreven en klompen gemaakt. Verder was Enter in de 18e en 19e eeuw het centrum van de bouw van zompen (schepen). Wanneer 's zomers de zandwegen mul en stoffig waren en in de herfst en winter nat en onbegaanbaar, bood de Enterse scheepvaart via de Regge uitkomst. Enterse schippers bevoeren de rivieren om goederen en dieren te verhandelen. Hun handelsgebied strekte zich uit van Engeland tot diep in Duitsland. Handel met Engeland ging via Rotterdam. Handel met Berlijn ging vaak via de Duitse noordkust.
Tot 1811 viel Enter onder het gericht Kedingen en was het een van de zogenaamde Rijssense kwartieren. Andere Rijssense kwartieren waren Hoge Hexel, Wierden, Rijssen, Ypelo, Rectum, Elsen en Notter-Zuna. Dankzij handel en scheepvaart groeide Enter uit tot de grootste plaats in Kedingerland. Het gericht Kedingen was onderdeel van het Oversticht, een gebied in handen van de bisschop van Utrecht. Tussen 1811 en 1818 hoorde Enter bij de toen opgerichte gemeente Rijssen. In 1818 ging Enter deel uitmaken van de gemeente Wierden en werd het qua grootte ingehaald door Wierden en Rijssen, waar de industrialisatie in de vorm van fabrieken een grote bevolkingsgroei bracht.

### Joodse gemeenschap

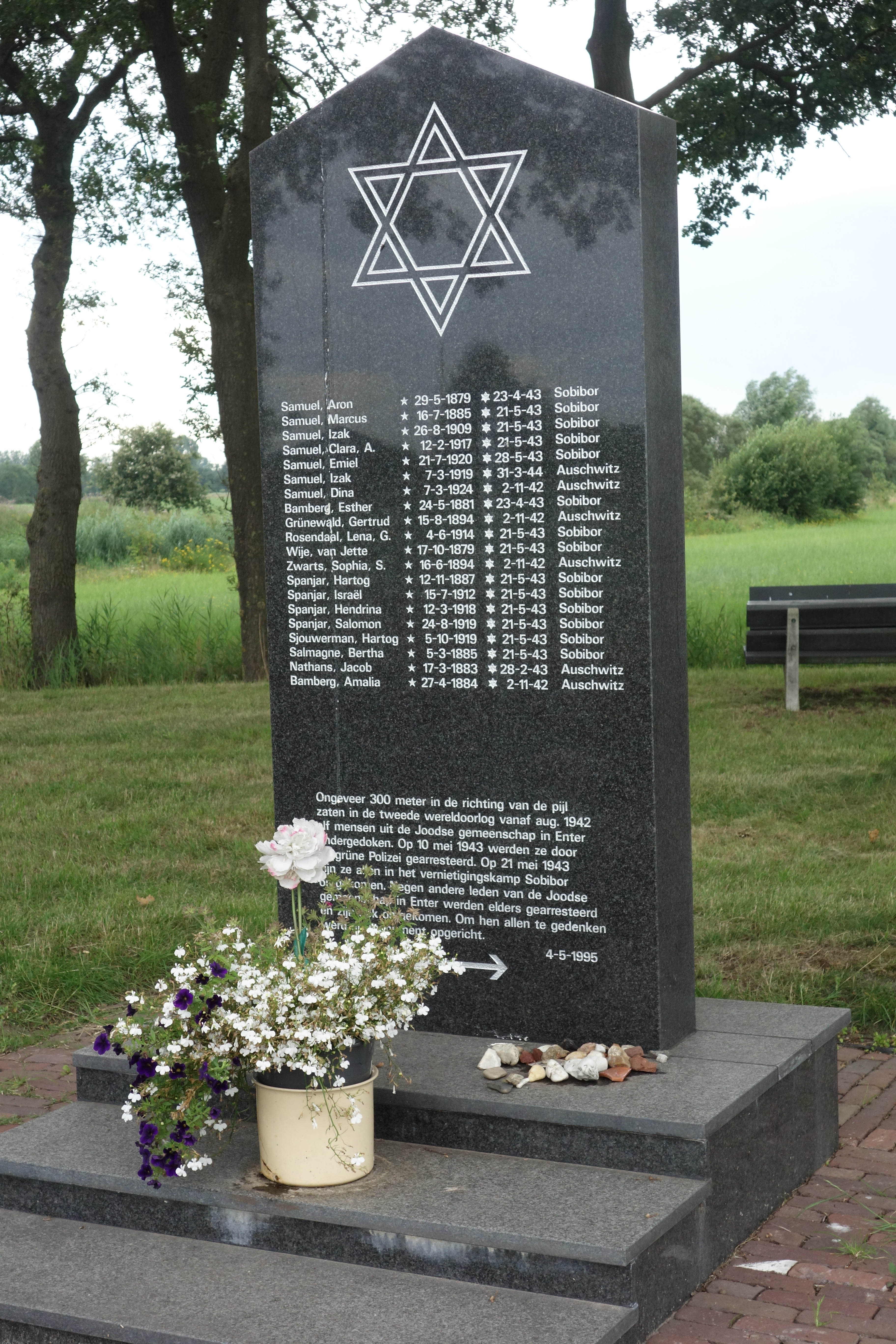
Oorlogsmonument in Enter

Vanaf het midden van de 18e eeuw tot de Tweede Wereldoorlog kende Enter een kleine Joodse gemeenschap. Gedurende de oorlog zaten de Joodse families ondergedoken bij Enterse boeren in het buitengebied. Op 10 mei 1943 werden zij verraden, opgepakt en niet veel later omgebracht in Sobibór. Slechts enkele Joden wisten het verraad te ontkomen. Een oorlogsmonument herinnert aan deze gebeurtenissen. Bovendien zijn in 2012 Stolpersteine (struikelstenen) geplaatst bij de woningen van de Enterse Joden.

## Gebouwde omgeving

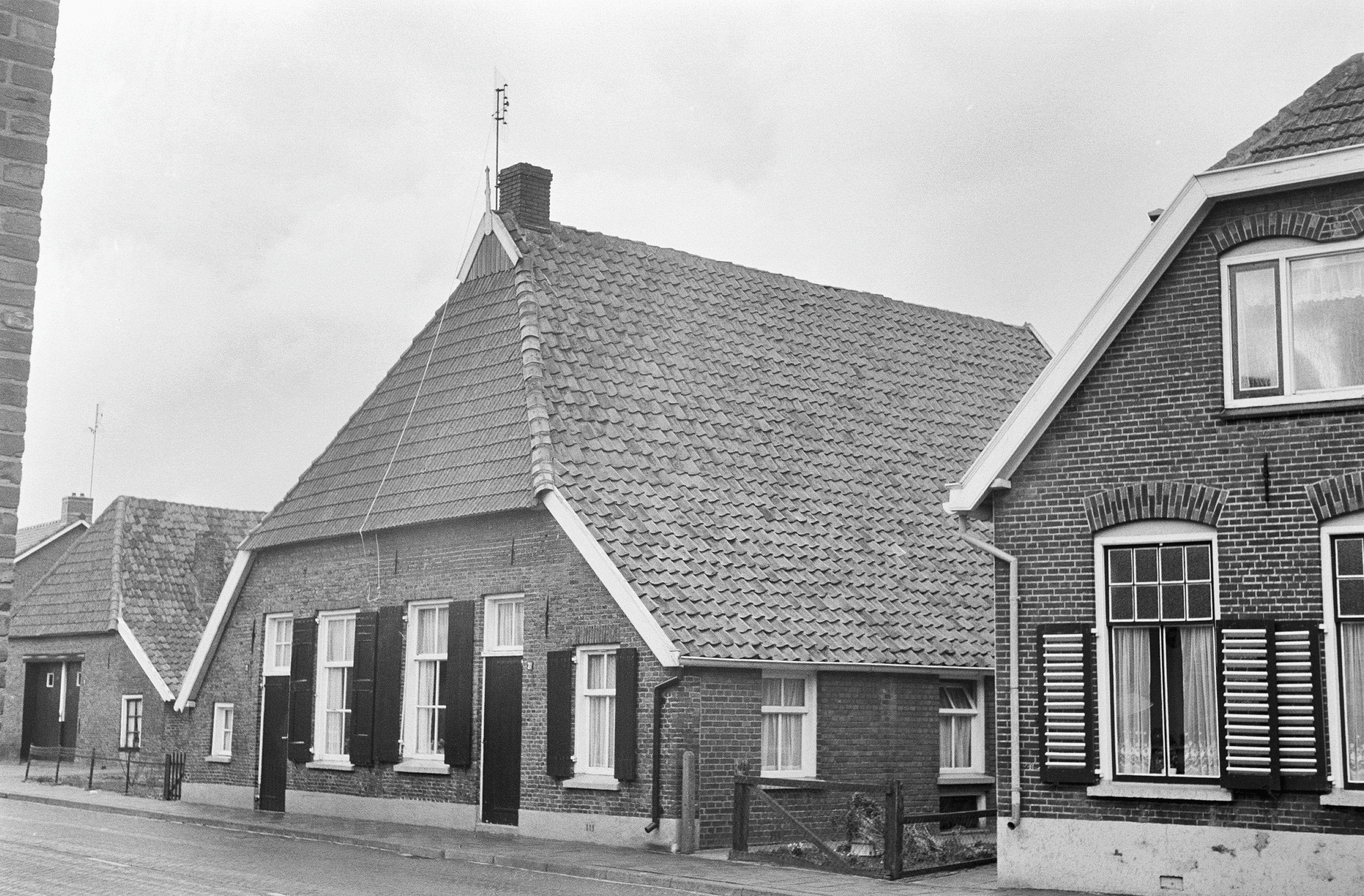
Historische boerderij, thans woonhuis, aan de Dorpsstraat in het centrum van Enter

Het dorp Enter is in de laatste jaren in omvang en inwonertal uitgegroeid tot een welvarend dorp met een bloeiend verenigingsleven. Tot ongeveer het begin van de Tweede Wereldoorlog bestond het dorp grofweg uit lintbebouwing langs de Dorpsstraat en de verschillende uitvalswegen naar Goor, Rijssen en Wierden. Rondom de kern strekten weilanden zich uit. Rond 1940 is men begonnen met de uitbreiding van het dorp rondom de oude kern. Dit gebeurde veelal met rijtjeswoningen. Rond 1975 ontstond een tweede bouwgolf die het dorp grotendeels heeft uitgebreid tot de huidige grootte.
De nieuwbouwwijk de Goorens strekt zich vanuit Enter uit in de richting van Goor en Bornerbroek. De wijk de Goorens is rond 1980 in korte tijd gebouwd. Veel straten in deze wijk zijn vernoemd naar oude boerenhoeves in de omgeving van Enter: Erve Smedinck, Erve Effinck, enzovoort. Het nieuwbouwplan de Akkers, een kleine woonwijk aan de westkant van de Wierdenseweg, is in 2011 afgerond. In 2012 is begonnen met de bouw van nieuwbouwwijk de Berghorst aan de noordkant van het dorp, richting Wierden. Deze nieuwbouwwijk is een van de projecten van de gemeente om de bouwachterstand die in de loop der jaren is ontstaan weg te werken.
Ook in het centrum van het dorp, voornamelijk in de omgeving van de Dorpsstraat, wordt de aanblik van het dorp gemoderniseerd. Oude panden worden afgebroken om nieuwbouw, soms ook hoogbouw, te realiseren, vaak met plaats voor winkelpanden. In het midden van de Dorpsstraat is een geheel nieuw plein, genaamd het Middenplein, gerealiseerd. Behalve winkel- en woonruimte, bevinden zich hier horeca en een aanzienlijk aantal nieuwe parkeerplaatsen.

## Cultureel erfgoed en toerisme

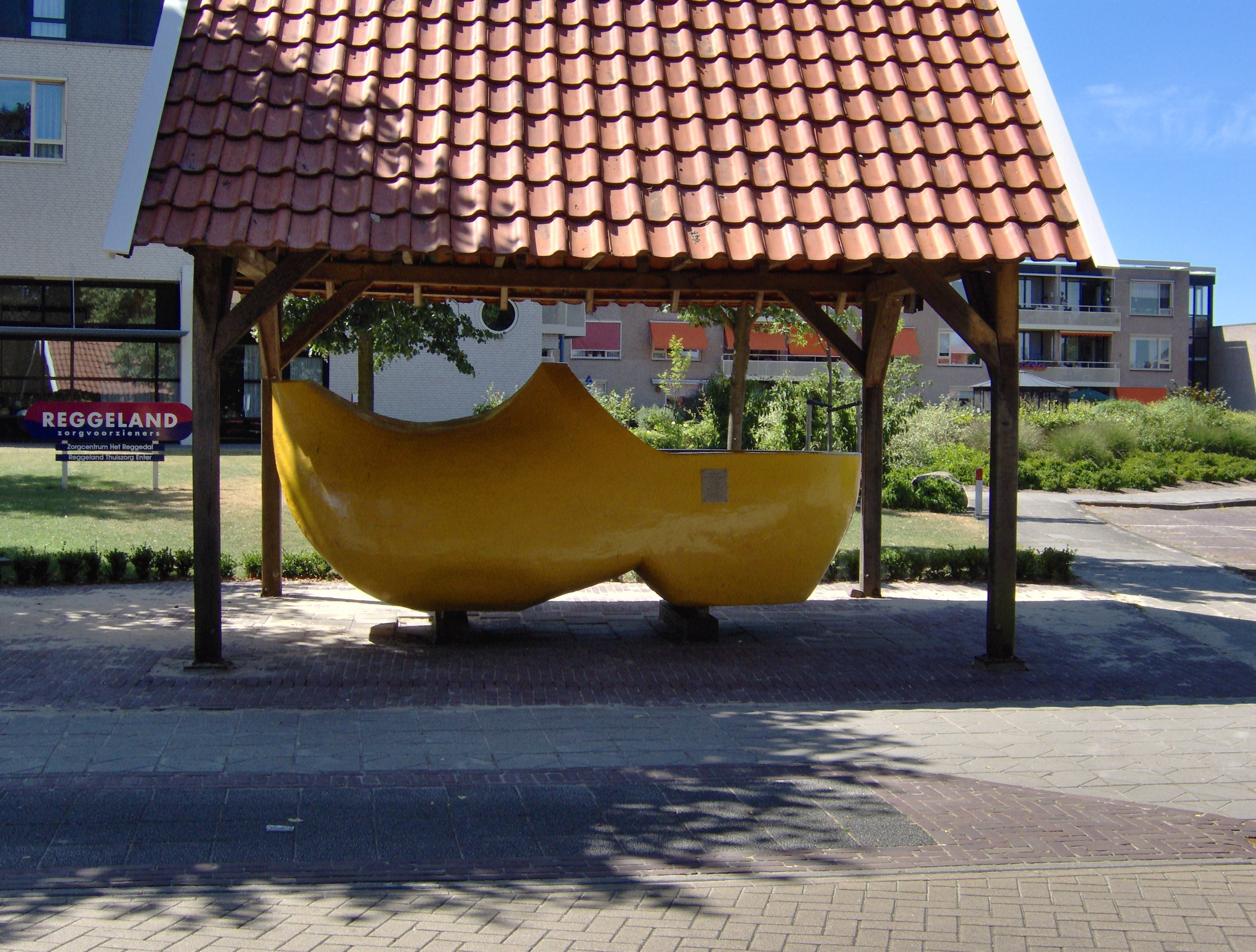
De grootste klomp ter wereld: 403 cm lang, 171 cm breed en 169 cm hoog

Veel oude gebouwen en woningen zijn de afgelopen jaren afgebroken om nieuwbouw mogelijk te maken. Enkele historische gebouwen en plaatsen zijn echter bewaard gebleven, zoals de Hervormde Kerk uit 1709, het oude Dorpsplein, de Brink waar het VVV-kantoor en Klompen- en Zompenmuseum gevestigd zijn, en een aantal historische boerderijen in Twentse bouwstijl.
Behalve het Klompen- en Zompenmuseum kent Enter het boerderijtje van Buisjan. In dit historische boerenhuisje bevinden zich een Oudheidkamer met diverse exposities, een winkeltje met oud-Hollands snoep en een koffiekamer. Vlak bij Museum Buisjan bevindt zich een andere bekende toeristische attractie: de grootste uit één stuk hout vervaardigde klomp ter wereld.
In de zomer wordt er een pony- en paardenmarkt gehouden. Het verleden herleeft bij de jaarlijkse ganzenmarkt, de demonstraties klompenmaken en op de in 2009 gebouwde 'Enterse waarf', een replica van een historische scheepswerf waar ook een nagebouwde Enterse zomp te zien valt. Op de 'Waarf' is er een permanente expositie met als thema 'Water in Twente'. Ook zijn vanaf hier rondvaarten te maken met een zomp over de Regge.
In en bij het dorp zijn verschillende mogelijkheden voor toeristisch verblijf.

## Bevolking

### Religie

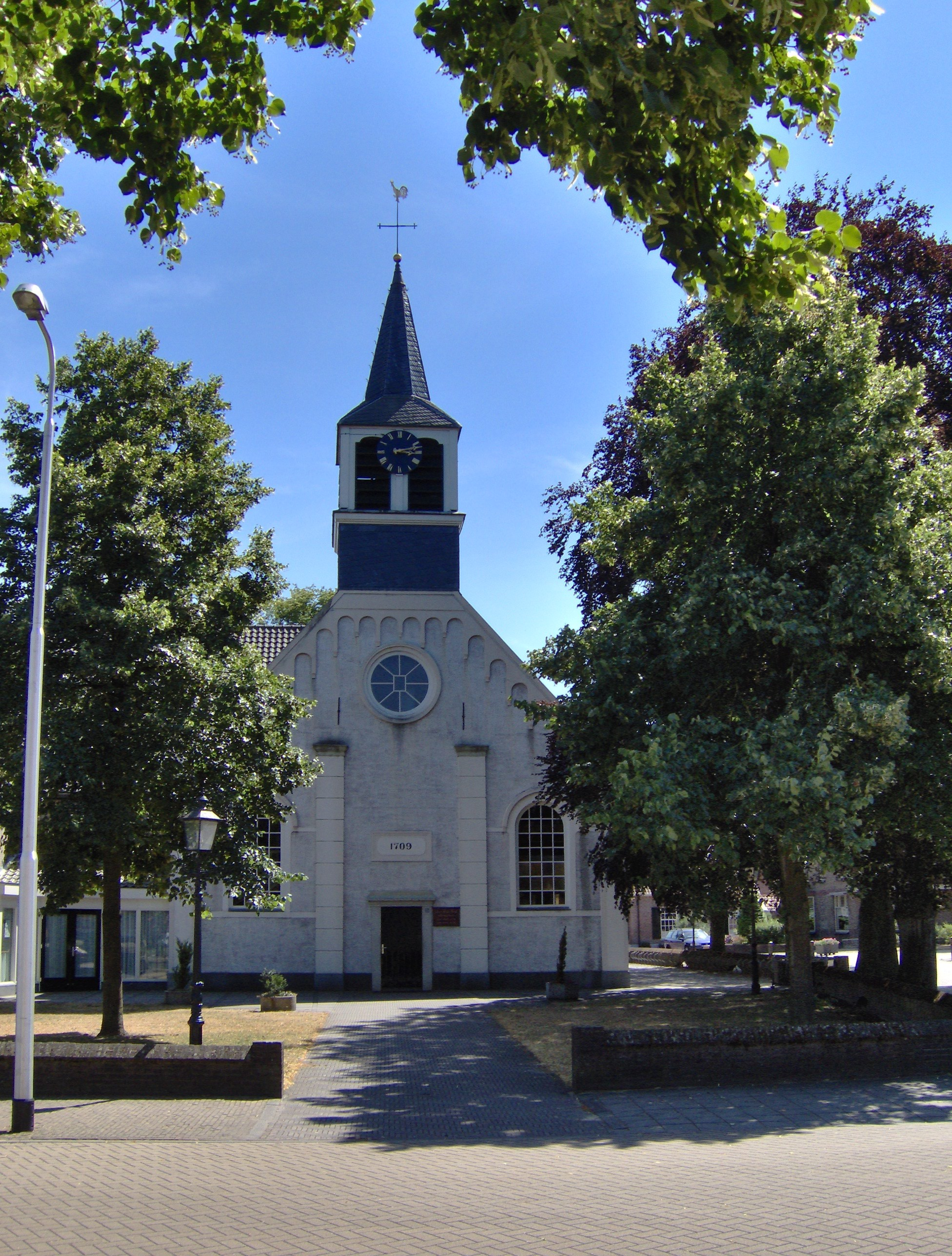
De Nederlands-hervormde kerk in Enter, uit 1709

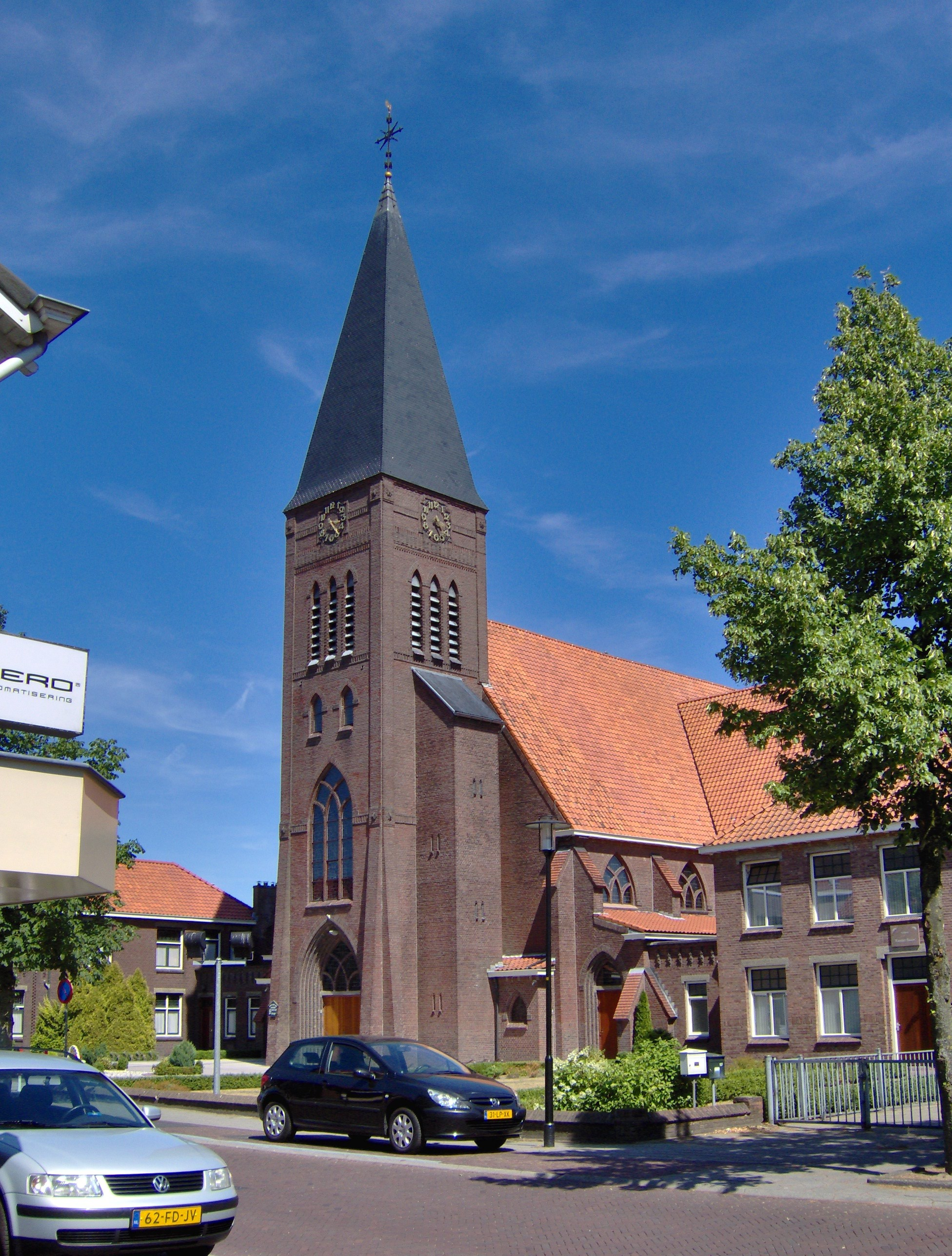
De rooms-katholieke kerk in Enter

In Enter wonen, in vergelijking met de omliggende plaatsen, veel rooms-katholieken. Dit is opvallend omdat het katholicisme vooral in het oosten van Twente aangehangen wordt. Er is sprake van enige mate van onkerkelijkheid. Niet-christelijke religies zijn nauwelijks vertegenwoordigd, doordat er slechts weinig allochtonen in Enter wonen.
Er is een aantal kerkgebouwen in het dorp:
- een rooms-katholieke kerk, de St. Antonius Abt, een ontwerp van architect Clemens Hardeman
- een gereformeerde protestantse kerk
- een hervormde protestantse kerk
- een kerk van de Gereformeerde Gemeenten
- Reggestroom, Gemeente van Jezus Christus in Enter en omstreken.

De gereformeerden en de hervormden hebben zich op 1 mei 2004 aangesloten bij de Protestantse Kerk in Nederland (PKN).
In religieus opzicht is Enter altijd bijzonder geweest. Rond 1400 zou er een katholieke kapel zijn gebouwd, gewijd aan Antonius van Egypte (Antonius Abt). In 1636, ten tijde van de Tachtigjarige Oorlog, werd het katholieke geloof in Nederland verboden en werd de kapel verwoest. De classis van Deventer constateerde echter dat het "oude geloof" in Enter nog steeds aangehouden werd en dat er nog steeds openlucht "Baäls-kerkdiensten" gehouden werden bij de verwoeste katholieke kapel. In Enter leek men zich toen al weinig aan te trekken van landelijke verordeningen en religieuze verschillen. Protestanten en katholieken leefden zonder problemen naast elkaar. De Enterse schippers dreven immers handel met iedereen, waardoor een sfeer van 'leven en laten leven' ontstond. In 1709 kreeg Enter een protestantse kerk.
De hervormde protestantse kerk aan de Dorpsstraat herbergt een bijzondere, oude kerkklok uit 1312. De klok zou gegoten zijn door de rondreizende monnik Nicolaus en is voorzien van diagonale krassen om kwade geesten weg te leiden. Tot 1846 hingen de kerkklokken van de hervormde kerk in de lindebomen rondom, maar toen deze aan vervanging toe waren werd de huidige klok uit 1312 overgenomen van een kerk uit het Friese Jutrijp. In de Tweede Wereldoorlog werd de klok door de Duitsers gevorderd, maar in 1946 kwam hij terug naar Enter. De klok is voorzien van een voorstelling van een slang die in zijn eigen staart bijt, symbool voor eeuwigheid en oneindigheid.

### Tradities
Zoals in veel plaatsen in Twente en de Achterhoek heeft de autochtone bevolking in Enter bijnamen. Een opvallend verschil met veel andere plaatsen is dat de bijnamen in Enter veelal niet zijn gekoppeld aan de naam van de boerderij waar de familie woonde. De bijnamen, vaak scheldnamen genoemd, zijn regelmatig ontstaan naar aanleiding van een opvallend uiterlijk kenmerk of opvallend gedrag van een ver familielid. Sommige oudere bewoners kennen tot op de dag van vandaag nog steeds slechts de bijnaam en niet de echte naam. Dit is typerend voor dorpen in deze regio.
De traditie van het klompenmaken wordt in Enter nog altijd in stand gehouden. Enter wordt daarom ook vaak het "Klompendorp" genoemd. 's Zomers zijn er vaak open dagen, waarop de klompenmakers hun ambacht laten zien.

### Volksaard en spraak

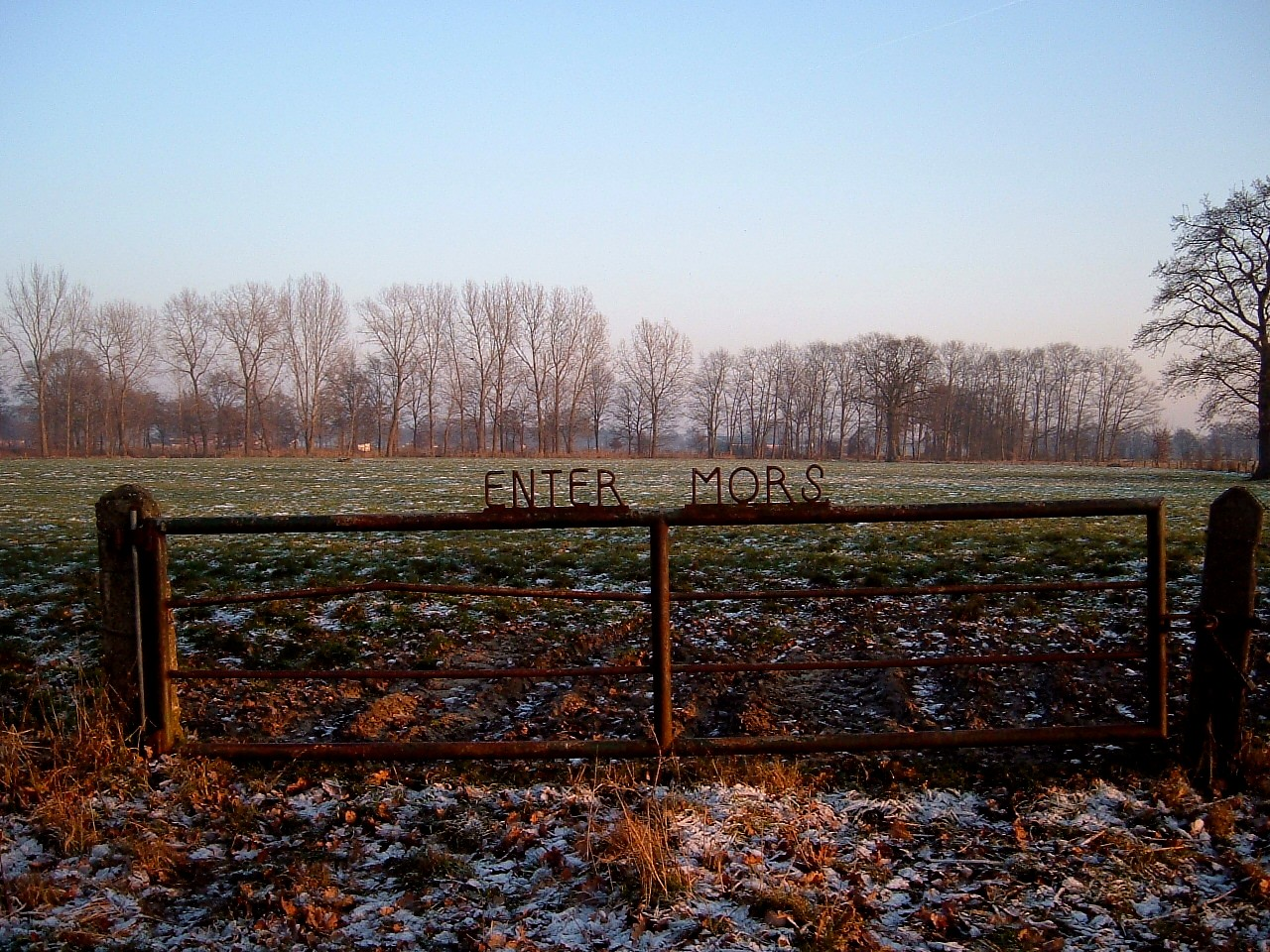
Hek 'Enter Mors', nabij de Regge

De Enternaren houden ervan zich af te zetten tegen wat gebruikelijk is en zijn dan ook trots op hun dialect, hun feesten en op de cultuur in het dorp in het algemeen. De bewoners worden vaak gekscherend als "dwarsliggers" betiteld. Het dialect in Enter wijkt enigszins af van dat van omliggende plaatsen, maar vormt in veel opzichten een dialectdriehoek met Rijssen en Markelo. Ze horen allemaal samen tot zuidwestelijk Twents, en zijn daarmee onderdeel van het Nedersaksisch, een officiële taal die van de Veluwe in Nederland tot aan de Poolse grens in Noord-Duitsland wordt gesproken. 
De Enterse vrijgevochten volksaard zou zijn oorsprong vinden in de schippershistorie. In 1675 waren 41 van de 71 families in Enter schippers; in 1748 waren er 70 schippers op een totaal van 216 families. Door hun reizen en contacten met mensen buiten Twente ontwikkelden de Enterse schippers een vrijgevochten karakter, dat terug te vinden zou zijn in de huidige ruimdenkende en vrije Enterse volksaard.
Anno 2019 kenmerkt Enter zich als een rustig en welvarend dorp, met een mix van jonge gezinnen en veel 'oud geld'.

### Politiek
De kiezers in Enter stemmen wat progressiever en linkser dan de kiezers in de omliggende plaatsen. Het contrast met het conservatieve Rijssen is groot. In november 2008 kwam de politieke partij FvM in zwaar vuur toen raadslid Van Maasacker aangaf dat het dorp beter bij de gemeente Rijssen-Holten gevoegd kon worden, omdat het dorp dan "beter af" zou zijn. Volgens het raadslid zouden "Enternaren zich achtergesteld voelen bij Wierden".
Ook in de 19e eeuw was de verhouding met Wierden al onderwerp van discussie. Tussen 1811 en 1818 hoorde Enter bij de gemeente Rijssen. Door een grenswijziging werd Enter in 1818 bij Wierden gevoegd. Dit leidde tot commotie, omdat Enternaren zich geheel niet verbonden voelden bij Wierden. Enter was destijds qua inwonertal groter dan Wierden, er was amper een fatsoenlijke wegverbinding tussen Enter en Wierden en bovendien richtten Enternaren zich sociaal, economisch en kerkelijk veel meer op Rijssen. Extra wrevel kwam voort uit het feit dat er in 1884 een gemeentehuis in Wierden werd gebouwd, waarmee het gemeentelokaal in Enter verviel. Hiermee werd de basis gelegd voor jarenlange politieke spanningen tussen Enter en Wierden. In 1909 liep een poging van Enter en Ypelo om een gemeente op te richten afzonderlijk van Wierden op niets uit, omdat Ypelo op het laatste moment toch haar steun aan Wierden gaf.
Voor informatie over de gemeentepolitiek, zie Wierden.

## Voorzieningen

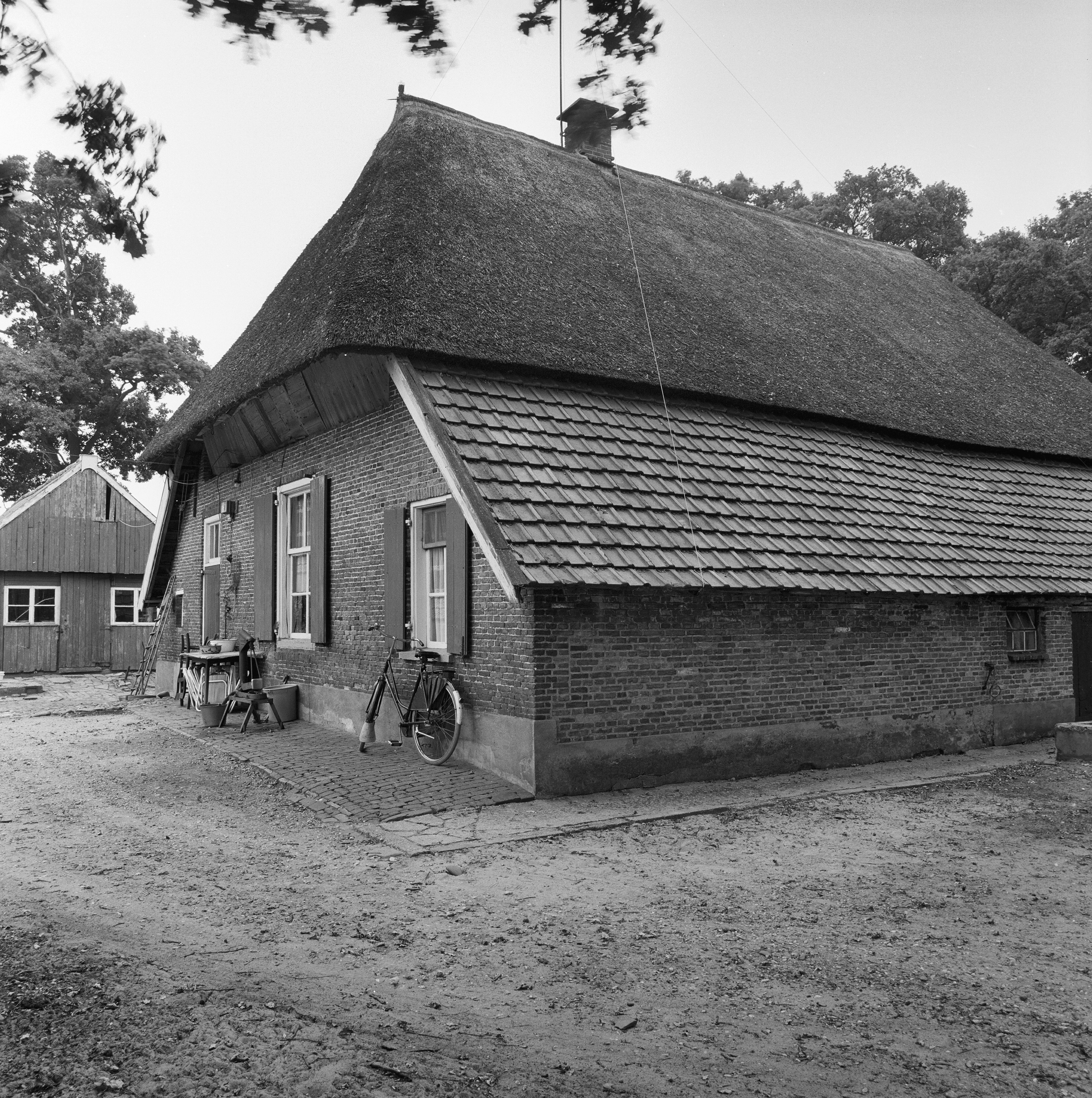
Een negentiende-eeuwse boerderij in West-Twentse bouwstijl in het buitengebied van Enter

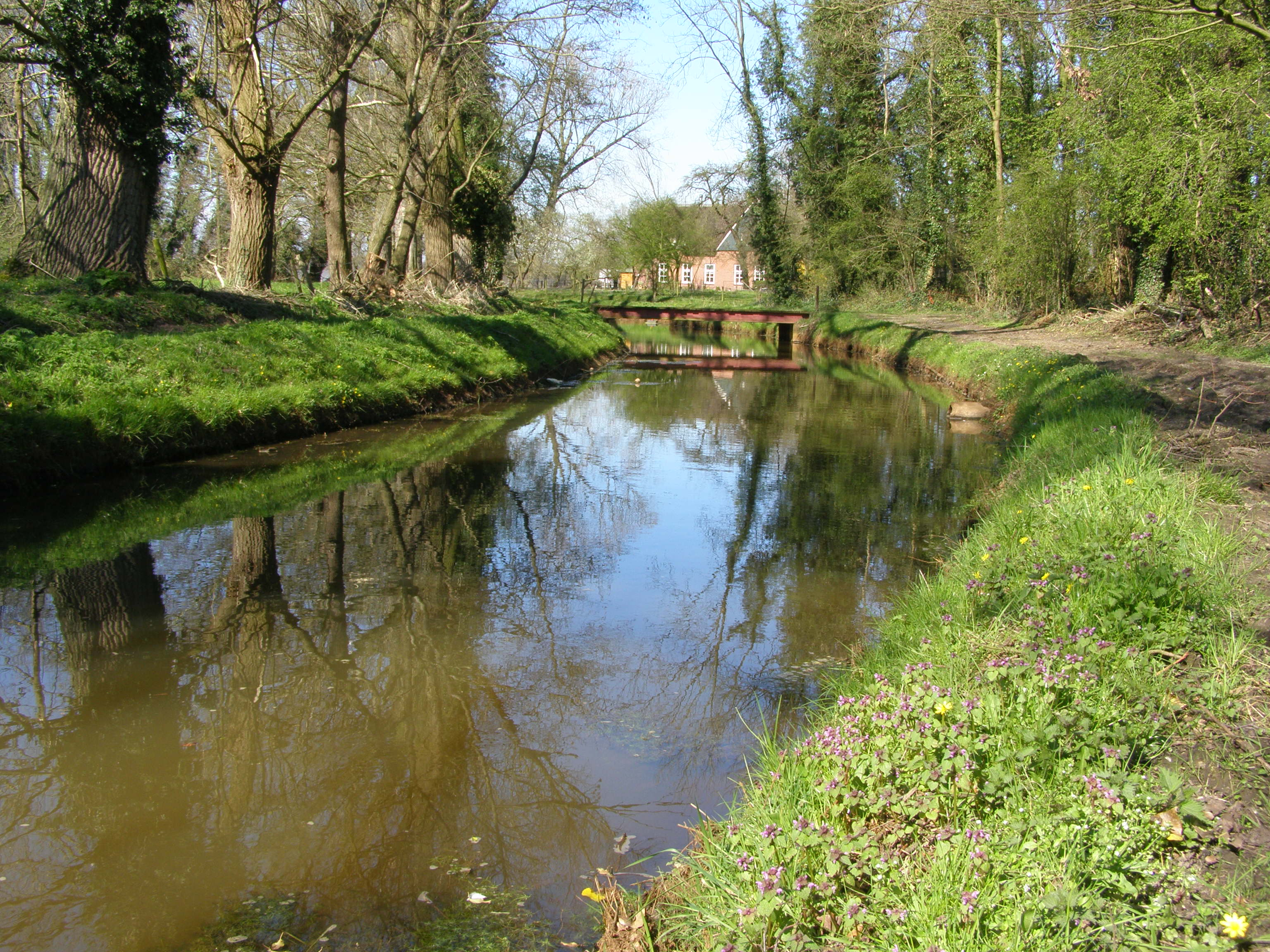
De Regge net buiten Enter

### Winkels
In het centrum van Enter zijn allerlei soorten winkels te vinden, waaronder diverse modezaken, twee supermarkten, drogisterijen, elektronicawinkels, bloemisterijen en een slager. Gerrit Waanders (1884-1936), die in zijn tijd enige bekendheid verwierf als dichter en organist, begon de eerste boekhandel van Enter.

### Onderwijs
Het dorp beschikt over drie basisscholen: een katholieke school, de Talenter (een fusie van de Jozefschool en de Sancta Mariaschool), en twee protestantse scholen, de Roerganger en de Wegwijzer (School met de Bijbel).

### Gezondheidszorg
In Enter zijn huisartsen, kraam- en thuishulp, bejaardenzorg en apotheek aanwezig.

### Begraafplaatsen
Het dorp telt drie begraafplaatsen waarvan er twee inmiddels vol of niet meer in gebruik zijn. De nieuwe gemeentelijke begraafplaats is gesitueerd in het buitengebied van Enter en is geschikt voor standaard- en crematiegraven. Sinds enige jaren beschikt de gemeentelijke begraafplaats over een urnenmuur.

### Culturele evenementen
Enter kent een aantal jaarlijks terugkerende evenementen, zoals een paardenmarkt en een kermis. Wekelijks is er een markt op het oude dorpsplein in het centrum van het dorp. Elke derde zaterdag van de maand is er een streekmarkt met ambachtelijke producten uit de omgeving.
Eens in de vier jaar viert men in het dorp de Entersedagen. Enter heeft diverse culturele gezelschappen: een toneelgroep, verschillende koren, muziekverenigingen, artistieke werkgroepen en een creatief centrum.

### Sport en recreatie
Gymnastiekvereniging Raduga biedt sport variërend van jazzdans tot turnen op het hoogste niveau. Daarnaast zijn er de voetbalverenigingen Enter Vooruit en SV Enter, volleybalvereniging Holyoke, een tennisvereniging, een postduivenclub, meerdere maneges en vele andere sportverenigingen. In het buitengebied van Enter kan men ook zelfstandig wandelen.
Langs de Regge, om het dorp Enter heen, loopt de Europese wandelroute E11, ter plaatse ook wel Marskramerpad of Handelsweg geheten.

## Verkeer en vervoer
Enter ligt aan de A1 (Amsterdam - De Lutte) en aan de N347 (Rijssen - Goor). Daarnaast wordt Enter, op werkdagen eenmaal per uur in beide richtingen, bediend door buslijn 95 (Borculo - Almelo) van Arriva.
Tot 1935 had Enter een eigen treinstation aan de lijn Neede - Hellendoorn. Het stationsgebouw van Enter is, hoewel flink verbouwd, nog altijd herkenbaar aanwezig aan de Stationsweg. 

## Industrie
Veel bedrijven willen zich vestigen op industrieterrein de Vonder. Dit industrieterrein heeft via de A1 een verbinding met Duitsland. Er is een nieuw industrieterrein aan de rand van Enter, genaamd 'de Elsmoat'. De Elsmoat is gevestigd tussen Enter en Rijssen. Het bedrijventerrein van 24 hectare is gelegen aan de N347 en staat in verbinding met de A1. Het industrieterrein is een samenwerking tussen de gemeentes Rijssen-Holten en Wierden: het terrein is bedoeld voor lokale bedrijven uit beide kernen.

## Bekende Enternaren
- Maud Asbroek (1999), voetbalster
- Bart Boom (1972), wielrenner
- Eric Braamhaar (1966), voetbalscheidsrechter
- Marije ten Brinke (2004), volleybalster
- Rob van den Broeck (1940-2012), jazzpianist, componist en beeldend kunstenaar
- Arjen Gerritsen (1970), politicus (burgemeester, commissaris)
- Gijs Hakkert (1996), radioproducer
- Gerhardus Hendrik Immink (1785-1847), predikant
- Mieke Kerkhof (1962), gynaecoloog en schrijfster
- Bernard Kobes (1945), politicus, burgemeester
- Maurits Lammertink (1990), wielrenner
- Rick Pluimers (2000), wielrenner
- Hans Polko (1949), voetballer
- Maud Roetgering (1992), voetbalster
- Rob van der Spek (1944-2023), televisiepresentator
- Hennie Stamsnijder (1954), wielrenner
- Tom Stamsnijder (1985), wielrenner
- Folkert Velten (1964), voetballer